# 13e étape du Tour de France 2019
Pour un article plus général, voir Tour de France 2019.
La 13e étape du Tour de France 2019 se déroule le vendredi 19 juillet 2019 autour de Pau, sur un contre-la-montre individuel de 27,2 kilomètres.

## Parcours
Le parcours est très irrégulier dans sa première partie avec une seconde partie très roulante. Le dernier kilomètre est en faux-plat montant avec un terrible passage à 13 %.

## Déroulement de la course
Le contre-la-montre autour de Pau coïncide avec le centenaire de la première remise du maillot jaune de l'histoire du Tour, décerné à Eugène Christophe à Grenoble le 19 juillet 1919. Comme pour chaque contre-la-montre individuel, les coureurs s'élancent dans l'ordre inverse du classement général. Kasper Asgreen signe un temps de référence en 35 minutes 52 secondes, qui tient plus d'une heure avant que Wout van Aert ne fasse mieux aux deux premiers temps intermédiaires. Mais dans les derniers kilomètres, il fait une terrible chute en percutant des barrières à l'intérieur d'un virage, le contraignant à l'abandon. Juste derrière, Thomas De Gendt écrase le contre-la-montre en s'emparant des meilleurs temps à tous les points intermédiaires et en terminant en 35 minutes 36 secondes. Son temps reste la référence jusqu'aux favoris s'élançant en dernier. Des coureurs comme Rigoberto Uran ou Richie Porte tiennent leur rang en signant des temps proches de De Gendt, et Thibaut Pinot ne perd que très peu de temps. À l'inverse, Nairo Quintana mais également Romain Bardet (qui a adopté une stratégie de changement de vélo) perdent beaucoup de temps, les reléguant encore plus loin au classement général. Chez Ineos, la hiérarchie des leaders s'impose d'elle-même, Egan Bernal perdant du temps alors que Geraint Thomas signe les meilleurs temps aux intermédiaires. Thomas franchit la ligne d'arrivée en 35 minutes 14 et prend la première place provisoire. Mais derrière, Julian Alaphilippe, galvanisé par le maillot jaune parvient à être encore plus rapide, terminant en 35 minutes 0 seconde, il consolide encore son maillot de leader et remporte sa deuxième étape sur ce Tour 2019, il dispose de 1 minute 26 secondes d'avance sur Geraint Thomas. Enric Mas s'empare du maillot blanc de meilleur jeune grâce à sa bonne performance sur le contre-la-montre.

## Résultats

### Classement de l'étape
| \| Classement de l'étape \| Classement de l'étape \| Classement de l'étape \| Classement de l'étape \| Classement de l'étape \| \| Coureur \| Coureur \| Pays \| Équipe \| Temps \| \| --------------------- \| --------------------- \| --------------------- \| --------------------- \| --------------------- \| \| 1er \| Julian Alaphilippe \| France \| Deceuninck-Quick Step \| 35 min 00 s \| \| 2e \| Geraint Thomas \| Royaume-Uni \| Team Ineos \| + 14 s \| \| 3e \| Thomas De Gendt \| Belgique \| Lotto-Soudal \| + 36 s \| \| 4e \| Rigoberto Urán \| Colombie \| EF Education First \| + 36 s \| \| 5e \| Richie Porte \| Australie \| Trek-Segafredo \| + 45 s \| \| 6e \| Steven Kruijswijk \| Pays-Bas \| Team Jumbo-Visma \| + 45 s \| \| 7e \| Thibaut Pinot \| France \| Groupama-FDJ \| + 49 s \| \| 8e \| Kasper Asgreen \| Danemark \| Deceuninck-Quick Step \| + 52 s \| \| 9e \| Enric Mas \| Espagne \| Deceuninck-Quick Step \| + 58 s \| \| 10e \| Joey Rosskopf \| États-Unis \| CCC Team \| + 1 min 01 s \| |                    |             |                       |              |
| |                    |             |                       |              |
| Source : ProCyclingStats |                    |             |                       |              |
| Classement de l'étape |                    |             |                       |              |
| Coureur | Coureur            | Pays        | Équipe                | Temps        |
| 1er | Julian Alaphilippe | France      | Deceuninck-Quick Step | 35 min 00 s  |
| 2e | Geraint Thomas     | Royaume-Uni | Team Ineos            | + 14 s       |
| 3e | Thomas De Gendt    | Belgique    | Lotto-Soudal          | + 36 s       |
| 4e | Rigoberto Urán     | Colombie    | EF Education First    | + 36 s       |
| 5e | Richie Porte       | Australie   | Trek-Segafredo        | + 45 s       |
| 6e | Steven Kruijswijk  | Pays-Bas    | Team Jumbo-Visma      | + 45 s       |
| 7e | Thibaut Pinot      | France      | Groupama-FDJ          | + 49 s       |
| 8e | Kasper Asgreen     | Danemark    | Deceuninck-Quick Step | + 52 s       |
| 9e | Enric Mas          | Espagne     | Deceuninck-Quick Step | + 58 s       |
| 10e | Joey Rosskopf      | États-Unis  | CCC Team              | + 1 min 01 s |

### Classements aux points intermédiaires
| Classement intermédiaire no1 Cériset (Uzos) (km 7,7) | Classement intermédiaire no1 Cériset (Uzos) (km 7,7) | Classement intermédiaire no1 Cériset (Uzos) (km 7,7) | Classement intermédiaire no1 Cériset (Uzos) (km 7,7) | Classement intermédiaire no1 Cériset (Uzos) (km 7,7) |
|                                                      | Coureur                                              | Pays                                                 | Équipe                                               | Temps                                                |
| ---------------------------------------------------- | ---------------------------------------------------- | ---------------------------------------------------- | ---------------------------------------------------- | ---------------------------------------------------- |
| 1er                                                  | Julian Alaphilippe                                   | France                                               | Deceuninck-Quick Step                                | en 11 min 17 s                                       |
| 2e                                                   | Steven Kruijswijk                                    | Pays-Bas                                             | Jumbo-Visma                                          | + 5 s                                                |
| 3e                                                   | Geraint Thomas                                       | Royaume-Uni                                          | Ineos                                                | + 6 s                                                |
| 4e                                                   | Thomas de Gendt                                      | Belgique                                             | Lotto-Soudal                                         | + 11 s                                               |
| 5e                                                   | Richie Porte                                         | Australie                                            | Trek-Segafredo                                       | + 12 s                                               |
| 6e                                                   | Rigoberto Urán                                       | Colombie                                             | EF Education First                                   | + 14 s                                               |
| 7e                                                   | Thibaut Pinot                                        | France                                               | Groupama-FDJ                                         | + 14 s                                               |
| 8e                                                   | Alejandro Valverde                                   | Espagne                                              | Movistar                                             | + 15 s                                               |
| 9e                                                   | Wout van Aert                                        | Belgique                                             | Jumbo-Visma                                          | + 16 s                                               |
| 10e                                                  | Jakob Fuglsang                                       | Danemark                                             | Astana                                               | + 16 s                                               |
| modifier                                             |                                                      |                                                      |                                                      |                                                      |

| Classement intermédiaire no2 Côte d'Esquillot (km 15,5) | Classement intermédiaire no2 Côte d'Esquillot (km 15,5) | Classement intermédiaire no2 Côte d'Esquillot (km 15,5) | Classement intermédiaire no2 Côte d'Esquillot (km 15,5) | Classement intermédiaire no2 Côte d'Esquillot (km 15,5) |
|                                                         | Coureur                                                 | Pays                                                    | Équipe                                                  | Temps                                                   |
| ------------------------------------------------------- | ------------------------------------------------------- | ------------------------------------------------------- | ------------------------------------------------------- | ------------------------------------------------------- |
| 1er                                                     | Julian Alaphilippe                                      | France                                                  | Deceuninck-Quick Step                                   | en 21 min 48 s                                          |
| 2e                                                      | Geraint Thomas                                          | Royaume-Uni                                             | Ineos                                                   | + 6 s                                                   |
| 3e                                                      | Steven Kruijswijk                                       | Pays-Bas                                                | Jumbo-Visma                                             | + 19 s                                                  |
| 4e                                                      | Thomas de Gendt                                         | Belgique                                                | Lotto-Soudal                                            | + 24 s                                                  |
| 5e                                                      | Richie Porte                                            | Australie                                               | Trek-Segafredo                                          | + 25 s                                                  |
| 6e                                                      | Rigoberto Urán                                          | Colombie                                                | EF Education First                                      | + 25 s                                                  |
| 7e                                                      | Enric Mas                                               | Espagne                                                 | Deceuninck-Quick Step                                   | + 35 s                                                  |
| 8e                                                      | Thibaut Pinot                                           | France                                                  | Groupama-FDJ                                            | + 37 s                                                  |
| 9e                                                      | Jakob Fuglsang                                          | Danemark                                                | Astana                                                  | + 40 s                                                  |
| 10e                                                     | Emanuel Buchmann                                        | Allemagne                                               | Bora-Hansgrohe                                          | + 40 s                                                  |
| modifier                                                |                                                         |                                                         |                                                         |                                                         |

| \| Classement intermédiaire no3 Jurançon (km 21,9) \| Classement intermédiaire no3 Jurançon (km 21,9) \| Classement intermédiaire no3 Jurançon (km 21,9) \| Classement intermédiaire no3 Jurançon (km 21,9) \| Classement intermédiaire no3 Jurançon (km 21,9) \| \| \| Coureur \| Pays \| Équipe \| Temps \| \| ----------------------------------------------- \| ----------------------------------------------- \| ----------------------------------------------- \| ----------------------------------------------- \| ----------------------------------------------- \| \| 1er \| Julian Alaphilippe \| France \| Deceuninck-Quick Step \| en 28 min 35 s \| \| 2e \| Geraint Thomas \| Royaume-Uni \| Ineos \| + 5 s \| \| 3e \| Thomas de Gendt \| Belgique \| Lotto-Soudal \| + 26 s \| \| 4e \| Rigoberto Urán \| Colombie \| EF Education First \| + 27 s \| \| 5e \| Steven Kruijswijk \| Pays-Bas \| Jumbo-Visma \| + 28 s \| \| 6e \| Richie Porte \| Australie \| Trek-Segafredo \| + 33 s \| \| 7e \| Wout van Aert \| Belgique \| Jumbo-Visma \| + 37 s \| \| 8e \| Thibaut Pinot \| France \| Groupama-FDJ \| + 40 s \| \| 9e \| Enric Mas \| Espagne \| Deceuninck-Quick Step \| + 40 s \| \| 10e \| Kasper Asgreen \| Danemark \| Deceuninck-Quick Step \| + 45 s \| \| modifier \| \| \| \| \| |                    |             |                       |                |
| Classement intermédiaire no3 Jurançon (km 21,9) |                    |             |                       |                |
| | Coureur            | Pays        | Équipe                | Temps          |
| 1er | Julian Alaphilippe | France      | Deceuninck-Quick Step | en 28 min 35 s |
| 2e | Geraint Thomas     | Royaume-Uni | Ineos                 | + 5 s          |
| 3e | Thomas de Gendt    | Belgique    | Lotto-Soudal          | + 26 s         |
| 4e | Rigoberto Urán     | Colombie    | EF Education First    | + 27 s         |
| 5e | Steven Kruijswijk  | Pays-Bas    | Jumbo-Visma           | + 28 s         |
| 6e | Richie Porte       | Australie   | Trek-Segafredo        | + 33 s         |
| 7e | Wout van Aert      | Belgique    | Jumbo-Visma           | + 37 s         |
| 8e | Thibaut Pinot      | France      | Groupama-FDJ          | + 40 s         |
| 9e | Enric Mas          | Espagne     | Deceuninck-Quick Step | + 40 s         |
| 10e | Kasper Asgreen     | Danemark    | Deceuninck-Quick Step | + 45 s         |
| modifier |                    |             |                       |                |

### Points attribués
| \| Arrivée d'étape Pau - Place de Verdun (km 27,2) \| Arrivée d'étape Pau - Place de Verdun (km 27,2) \| Arrivée d'étape Pau - Place de Verdun (km 27,2) \| Arrivée d'étape Pau - Place de Verdun (km 27,2) \| Arrivée d'étape Pau - Place de Verdun (km 27,2) \| \| ----------------------------------------------- \| ----------------------------------------------- \| ----------------------------------------------- \| ----------------------------------------------- \| ----------------------------------------------- \| \| \| Coureur \| Pays \| Équipe \| Point(s) \| \| 1er \| Julian Alaphilippe \| France \| Deceuninck-Quick Step \| 20 \| \| 2e \| Geraint Thomas \| Royaume-Uni \| Ineos \| 17 \| \| 3e \| Thomas De Gendt \| Belgique \| Lotto-Soudal \| 15 \| \| 4e \| Rigoberto Urán \| Colombie \| EF Education First \| 13 \| \| 5e \| Richie Porte \| Australie \| Trek-Segafredo \| 11 \| \| 6e \| Steven Kruijswijk \| Pays-Bas \| Jumbo-Visma \| 10 \| \| 7e \| Thibaut Pinot \| France \| Groupama-FDJ \| 9 \| \| 8e \| Kasper Asgreen \| Danemark \| Deceuninck-Quick Step \| 8 \| \| 9e \| Enric Mas \| Espagne \| Deceuninck-Quick Step \| 7 \| \| 10e \| Joey Rosskopf \| États-Unis \| CCC \| 6 \| \| 11e \| Nélson Oliveira \| Portugal \| Movistar \| 5 \| \| 12e \| Jakob Fuglsang \| Danemark \| Astana \| 4 \| \| 13e \| Bauke Mollema \| Pays-Bas \| Trek-Segafredo \| 3 \| \| 14e \| Alejandro Valverde \| Espagne \| Movistar \| 2 \| \| 15e \| Emanuel Buchmann \| Allemagne \| Bora-Hansgrohe \| 1 \| \| modifier \| \| \| \| \| |                    |             |                       |          |
| Arrivée d'étape Pau - Place de Verdun (km 27,2) |                    |             |                       |          |
| | Coureur            | Pays        | Équipe                | Point(s) |
| 1er | Julian Alaphilippe | France      | Deceuninck-Quick Step | 20       |
| 2e | Geraint Thomas     | Royaume-Uni | Ineos                 | 17       |
| 3e | Thomas De Gendt    | Belgique    | Lotto-Soudal          | 15       |
| 4e | Rigoberto Urán     | Colombie    | EF Education First    | 13       |
| 5e | Richie Porte       | Australie   | Trek-Segafredo        | 11       |
| 6e | Steven Kruijswijk  | Pays-Bas    | Jumbo-Visma           | 10       |
| 7e | Thibaut Pinot      | France      | Groupama-FDJ          | 9        |
| 8e | Kasper Asgreen     | Danemark    | Deceuninck-Quick Step | 8        |
| 9e | Enric Mas          | Espagne     | Deceuninck-Quick Step | 7        |
| 10e | Joey Rosskopf      | États-Unis  | CCC                   | 6        |
| 11e | Nélson Oliveira    | Portugal    | Movistar              | 5        |
| 12e | Jakob Fuglsang     | Danemark    | Astana                | 4        |
| 13e | Bauke Mollema      | Pays-Bas    | Trek-Segafredo        | 3        |
| 14e | Alejandro Valverde | Espagne     | Movistar              | 2        |
| 15e | Emanuel Buchmann   | Allemagne   | Bora-Hansgrohe        | 1        |
| modifier |                    |             |                       |          |

## Classements à l'issue de l'étape

### Classement général
| Classement général | Classement général | Classement général | Classement général    | Classement général |
|                    | Coureur            | Pays               | Équipe                | Temps              |
| ------------------ | ------------------ | ------------------ | --------------------- | ------------------ |
| 1er                | Julian Alaphilippe | France             | Deceuninck-Quick Step | en 53 h 1 min 9 s  |
| 2e                 | Geraint Thomas     | Royaume-Uni        | Ineos                 | + 1 min 26 s       |
| 3e                 | Steven Kruijswijk  | Pays-Bas           | Jumbo-Visma           | + 2 min 12 s       |
| 4e                 | Enric Mas          | Espagne            | Deceuninck-Quick Step | + 2 min 44 s       |
| 5e                 | Egan Bernal        | Colombie           | Ineos                 | + 2 min 52 s       |
| 6e                 | Emanuel Buchmann   | Allemagne          | Bora-Hansgrohe        | + 3 min 4 s        |
| 7e                 | Thibaut Pinot      | France             | Groupama-FDJ          | + 3 min 22 s       |
| 8e                 | Rigoberto Urán     | Colombie           | EF Education First    | + 3 min 54 s       |
| 9e                 | Nairo Quintana     | Colombie           | Movistar              | + 3 min 55 s       |
| 10e                | Adam Yates         | Royaume-Uni        | Mitchelton-Scott      | + 3 min 55 s       |
| modifier           |                    |                    |                       |                    |

### Classement par points
| Classement par points | Classement par points | Classement par points | Classement par points | Classement par points |
| --------------------- | --------------------- | --------------------- | --------------------- | --------------------- |
|                       | Coureur               | Pays                  | Équipe                | Point(s)              |
| 1er                   | Peter Sagan           | Slovaquie             | Bora-Hansgrohe        | 277 points            |
| 2e                    | Sonny Colbrelli       | Italie                | Bahrain-Merida        | 191 pts               |
| 3e                    | Elia Viviani          | Italie                | Deceuninck-Quick Step | 184 pts               |
| 4e                    | Michael Matthews      | Australie             | Sunweb                | 167 pts               |
| 5e                    | Caleb Ewan            | Australie             | Lotto Soudal          | 148 pts               |
| 6e                    | Jasper Stuyven        | Belgique              | Trek-Segafredo        | 132 pts               |
| 7e                    | Matteo Trentin        | Italie                | Mitchelton-Scott      | 118 pts               |
| 8e                    | Greg Van Avermaet     | Belgique              | CCC                   | 101 pts               |
| 9e                    | Dylan Groenewegen     | Pays-Bas              | Jumbo-Visma           | 96 pts                |
| 10e                   | Julian Alaphilippe    | France                | Deceuninck-Quick Step | 95 pts                |
| modifier              |                       |                       |                       |                       |

### Classement du meilleur jeune
| Classement général du meilleur jeune | Classement général du meilleur jeune | Classement général du meilleur jeune | Classement général du meilleur jeune | Classement général du meilleur jeune |
|                                      | Coureur                              | Pays                                 | Équipe                               | Temps                                |
| ------------------------------------ | ------------------------------------ | ------------------------------------ | ------------------------------------ | ------------------------------------ |
| 1er                                  | Enric Mas                            | Espagne                              | Deceuninck-Quick Step                | en 53 h 3 min 53 s                   |
| 2e                                   | Egan Bernal                          | Colombie                             | Ineos                                | + 8 s                                |
| 3e                                   | David Gaudu                          | France                               | Groupama-FDJ                         | + 5 min 50 s                         |
| 4e                                   | Giulio Ciccone                       | Italie                               | Trek-Segafredo                       | + 17 min 7 s                         |
| 5e                                   | Gregor Mühlberger                    | Autriche                             | Bora-Hansgrohe                       | + 27 min 41 s                        |
| 6e                                   | Maximilian Schachmann                | Allemagne                            | Bora-Hansgrohe                       | + 29 min 25 s                        |
| 7e                                   | Laurens De Plus                      | Belgique                             | Jumbo-Visma                          | + 30 min 53 s                        |
| 8e                                   | Tiesj Benoot                         | Belgique                             | Lotto-Soudal                         | + 36 min 0 s                         |
| 9e                                   | Søren Kragh Andersen                 | Danemark                             | Sunweb                               | + 49 min 42 s                        |
| 10e                                  | Gianni Moscon                        | Italie                               | Ineos                                | + 50 min 57 s                        |
| modifier                             |                                      |                                      |                                      |                                      |

### Classement du meilleur grimpeur
| Classement du meilleur grimpeur | Classement du meilleur grimpeur | Classement du meilleur grimpeur | Classement du meilleur grimpeur | Classement du meilleur grimpeur |
| ------------------------------- | ------------------------------- | ------------------------------- | ------------------------------- | ------------------------------- |
|                                 | Coureur                         | Pays                            | Équipe                          | Point(s)                        |
| 1er                             | Tim Wellens                     | Belgique                        | Lotto-Soudal                    | 54 points                       |
| 2e                              | Thomas De Gendt                 | Belgique                        | Lotto-Soudal                    | 37 pts                          |
| 3e                              | Giulio Ciccone                  | Italie                          | Trek-Segafredo                  | 30 pts                          |
| 4e                              | Xandro Meurisse                 | Belgique                        | Wanty-Gobert                    | 27 pts                          |
| 5e                              | Natnael Berhane                 | Érythrée                        | Cofidis                         | 20 pts                          |
| 6e                              | Tiesj Benoot                    | Belgique                        | Lotto-Soudal                    | 16 pts                          |
| 7e                              | Dylan Teuns                     | États-Unis                      | Bahrain-Merida                  | 13 pts                          |
| 8e                              | Serge Pauwels                   | Belgique                        | CCC                             | 13 pts                          |
| 9e                              | Benjamin King                   | Afrique du Sud                  | Dimension Data                  | 13 pts                          |
| 10e                             | Simon Yates                     | Royaume-Uni                     | Mitchelton-Scott                | 10 pts                          |
| modifier                        |                                 |                                 |                                 |                                 |

### Classement par équipes
| Classement par équipes | Classement par équipes | Classement par équipes | Classement par équipes |
|                        | Équipe                 | Pays                   | Temps                  |
| ---------------------- | ---------------------- | ---------------------- | ---------------------- |
| 1re                    | Trek-Segafredo         | États-Unis             | en 159 h 16 min 27 s   |
| 2e                     | Movistar               | Espagne                | + 10 min 12 s          |
| 3e                     | AG2R La Mondiale       | France                 | + 13 min 56 s          |
| 4e                     | Bora-Hansgrohe         | Allemagne              | + 14 min 32 s          |
| 5e                     | Mitchelton-Scott       | Australie              | + 18 min 58 s          |
| 6e                     | UAE Emirates           | Émirats arabes unis    | + 33 min 49 s          |
| 7e                     | Groupama-FDJ           | France                 | + 34 min 50 s          |
| 8e                     | EF Education First     | États-Unis             | + 35 min 25 s          |
| 9e                     | Jumbo-Visma            | Pays-Bas               | + 39 min 34 s          |
| 10e                    | Ineos                  | Royaume-Uni            | + 41 min 39 s          |
| modifier               |                        |                        |                        |

## Abandon
- 88 -  Wout van Aert (Jumbo-Visma) : Abandon[1] sur chute, juste avant la flamme rouge.

## Le maillot jaune du jour
Chaque jour, un maillot jaune différent est remis au leader du classement général, avec des imprimés rendant hommage à des coureurs ou à des symboles qui ont marqué l'histoire l'épreuve, à l'occasion du centième anniversaire du maillot jaune.
Eugène Christophe qui a été le premier porteur du Maillot Jaune le 19 juillet 1919 mais qui l’a perdu à la veille de l’arrivée finale, est le coureur représenté sur la tunique jaune.